# 監査法人元和
監査法人元和（かんさほうじんげんわ 英文名称：Genwa&Co.）は、かつて存在した日本の監査法人。

## 概要
2009年7月に、極端な業績不振に陥り、大量の新株発行を繰り返す「ハコ企業」を主なクライアントに抱えていた監査法人ウィングパートナーズとその公認会計士に金融庁が日本初の業務停止命令を出した時点で残っていたクライアント上場企業13社（クライアント企業25社中12社は既に上場廃止していた）のうち8社を引き継いだ。引き継いだ8社のうち、継続企業の前提に疑義の注記が付された企業は7社に上り、オープンインタフェース（ヘラクレス上場）のように引き継いで早々に上場廃止となる企業も現れた。元和が設立されたのはウィングパートナーズが停止処分を受けた10日後であり、事実上の後継監査法人の一つである。「問題企業の駆け込み寺」の異名を取り、モラル面で問題を指摘されることがある。
2021年6月30日付で解散した。
- 本部 - 東京都渋谷区猿楽町9-8-602

## 沿革
- 2009年7月 設立
- 2021年6月30日 解散

## 脚註
1. ↑  問題企業の“駆け込み寺”現れる日経ビジネスオンライン 2009年9月17日
2. ↑  監査法人の“駆け込み寺”消滅で新たに現れた問題企業の受け皿週刊ダイヤモンド 2010年2月24日
3. ↑  信用失墜、低報酬…食えない会計士急増　問題監査法人続出、救済策が不祥事の温床にもビジネスジャーナル 2015年3月1日